# トロイカ

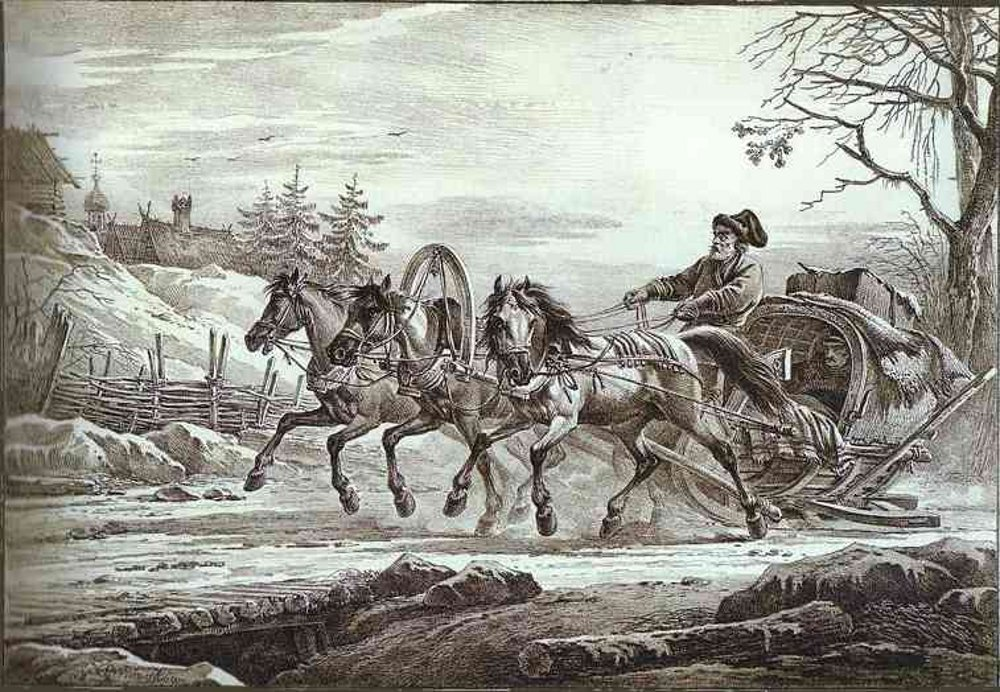
トロイカ（馬橇）

『トロイカ』（ロシア語: Тро́йка、原題: «Вот мчится тройка почтовая»）は、ロシアの民謡。
原題の直訳は「ほら、郵便トロイカが駆けている」。元来、トロイカとは「3つ組」という意味だが、ここでは、3頭立ての馬橇または馬車（troika）のことである。
金持ちに恋人を奪われた若い馭者の悲しみを歌った哀切な歌である。ただし日本語で主に歌われるのは、楽団カチューシャによる陽気な歌詞である。
NHK『みんなのうた』でも放送され、小学校の音楽の教科書にも掲載された。

## 歌詞

### 元の歌詞
原詞に忠実な訳詞は:
1. 走るトロイカひとつ 雪のヴォルガに沿い はやる馬の手綱取る 馭者の歌悲し はやる馬の手綱取る 馭者の歌悲し
2. 何を嘆く若者 たずねる年寄り 何故にお前は悲しむ 悩みはいずこ 何故にお前は悲しむ 悩みはいずこ
3. 去年のことだよおやじ 好きになったのは そこへ地主の奴めが 横槍を入れた そこへ地主の奴めが 横槍を入れた
4. クリスマスも近いに あの娘は嫁に行く 金につられて行くなら ろくな目にあえぬ 金につられて行くなら ろくな目にあえぬ
5. 鞭持つ手で涙を 馭者はおし隠し これでは世も末だと 悲しくつぶやく これでは世も末だと　悲しくつぶやく

### 楽団カチューシャによる詞
日本で一般に広く歌われている楽団カチューシャによる「訳詞」では、元のロシア語の詞と異なり明るい内容となっている。そのため、カチューシャの面々が間違えて、ピョートル・ブラーホフ (Булахов, Пётр Петрович)がピョートル・ヴャゼムスキー (Вяземский, Пётр Андреевич) の詞に曲をつけた「トロイカ («Тройка»)」（正題: «Тройка мчится, тройка скачет»; トロイカが駆ける、トロイカが跳ぶ）を訳したため、このような歌詞で定着してしまった、という説が信じられてきた。しかし、実際に歌詞をつけたカチューシャ団員の森おくじの証言によれば、歌詞を付けたのは昭和27年(1952年)、当時、楽団の巡演の事前に行っていた歌唱指導用の曲を新しく別のものにする必要があり、その時「トロイカ」の美しいメロディーに気がついた。団員の宮尾長治、富山友正と一緒にその場で歌詞を「合作」した。曲が「淋しすぎるため、早くリズミカルに演奏し、ソヴィエトの若者の明るい喜びを表現した」。ブラーホフ作曲の「トロイカ」と歌詞が似たのは偶然で、当時はブラーホフ版の原詞を入手できなかったそうである。従来は正しくカチューシャ「作詞」として楽譜集に掲載されていたものが誤って「訳詞」として掲載され、それが定着したため、上記のような「間違えて歌詞をつけた」という説が広まり信じられるようになった、というのが真相である。
楽団カチューシャの歌詞は:
1. 雪の白樺並木 夕日が映える 走れトロイカ ほがらかに 鈴の音高く
2. 響け若人の歌 高鳴れバイヤン 走れトロイカ かろやかに 粉雪蹴って
3. 黒い瞳が待つよ あの森越せば 走れトロイカ 今宵は 楽しい宴

## みんなのうた
『みんなのうた』では、開始間もない1961年12月に放送、荒谷俊治が編曲し、東京少年少女合唱隊が歌った。映像は十勝岳を舞台にした実写映像だった。この後1966年2月に小林秀雄編曲・東京放送児童合唱団の歌でリメイク、この時の映像は札幌の原々種牧場が使われた。
2006年8月8日・同年10月22日・2007年1月1日の3回、衛星第2テレビの『なつかしのみんなのうた』で再放送され、2011年4月3日にNHK総合で放送された『みんなのうたスペシャル 1960'sセレクション』の冒頭で紹介、地上波では49年3ヶ月ぶりの再放送となった。現在はDVD-BOX『みんなのうた』のDISC.1に1961年版が収録されている。